# 미노타우르 로켓

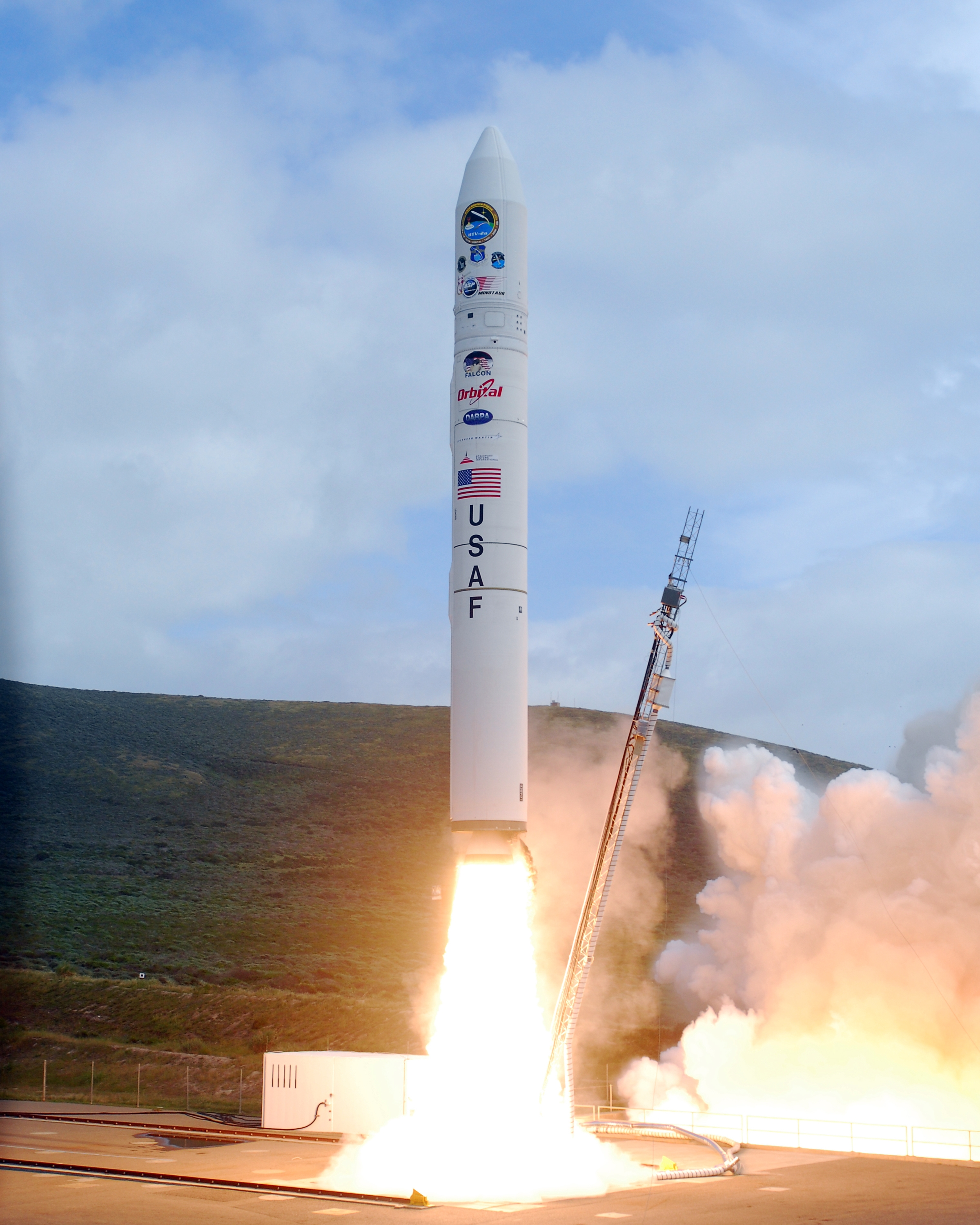
미노타우르 4호 SLV

미노타우르(Minotaur)는 개조된 미니트맨 ICBM, 피스키퍼 ICBM에서 파생된 미국 고체 연료 발사체 제품군이다.
미노타우르 SLV는 퇴역한 ICBM을 우주 및 시험 발사 시스템으로 전환하는 공군 로켓 시스템 발사 프로그램의 일환으로, 공군 우주 및 미사일 시스템 센터의 우주 개발 및 테스트 부서(SMC/SD)와의 계약을 통해 노스롭그루먼에 의해 제작되었다.
미노타우르의 세 가지 변형인 1호, 2호, 4호가 현재 서비스 중이다.
미노타우르 1호는 소형 위성을 저궤도(LEO)로 발사하는 데 사용되는 궤도 발사 시스템이다. 미노타우르 2호는 Chimera라고도 알려진 표적 발사체(TLV)로 준궤도 비행에 사용되며 종종 추적 및 탄도 미사일 테스트의 표적으로 사용된다. 미노타우르 4호는 더 강력한 LEO 발사 시스템이다. 미노타우르 5호는 GTO(정지 궤도 이동 궤도) 및 달 횡단 궤적을 포함하여 더 높은 궤도에 도달하도록 설계되었다. 미노타우르 3호는 준궤도 비행에 사용될 개발 중인 버전이다.
미노타우르 1호, 미노타우르 2호는 LGM-30 미니트맨 ICBM에서 파생된 반면, 미노타우르 3호, 미노타우르 4호, 미노타우르 5호는 LGM-118 피스키퍼 ICBM에서 파생되었다.

## 파생형

### 미노타우르 1호
LGM-30 미니트맨 ICBM을 우주발사체(SLV)로 개조했다. 소형 인공위성 발사에 사용한다.

### 미노타우르 2호
LGM-30 미니트맨 ICBM을 우주발사체(SLV)로 개조했다. 준궤도 발사만 하고 있다.

### 미노타우르 3호
LGM-118 피스키퍼 ICBM을 우주발사체(SLV)로 개조했다. 발사하지 않고 있다.

### 미노타우르 4호
LGM-118 피스키퍼 ICBM을 우주발사체(SLV)로 개조했다. 4단 고체연료 로켓이다. 중형 인공위성 발사에 사용한다.

### 미노타우르 5호
LGM-118 피스키퍼 ICBM을 우주발사체(SLV)로 개조했다. 5단 고체연료 로켓이다. 발사하지 않고 있다.

## 발사기록
- 2020년 7월 15일, Minotaur IV / Orion 38, 국가정찰국 NROL-129 정찰위성 발사, 마스, 궤도 비행, 발사성공
- 2021년 6월 15일, Minotaur I, 국가정찰국 NROL-111 정찰위성 발사, 마스, 궤도 비행, 발사성공
- 2022년 7월 7일, Minotaur II+, Mk21A 대기권 재진입체 시험, 반덴버그 공군기지, 준궤도 비행, 발사실패

## 각국의 사례

### 이탈리아
2012년 2월 13일, 프랑스령 기아나 우주 센터에서 베가 (로켓)을 최초로 발사했다. 이탈리아는 Vega 프로그램에 가장 많이 기여했으며(65%), 프랑스(13%)가 그 뒤를 이었다. 스페인, 벨기에, 네덜란드, 스위스, 스웨덴도 공동개발에 참여했다. 미노타우르 4호와 유사하다.

### 일본
2013년 9월 14일, 우치노우라 우주공간 관측소에서 엡실론 (로켓) 시험 1호가 발사되었다. 미노타우르 4호와 유사하다.

### 대한민국
2022년 3월 30일, 국방부는 국방과학연구소(ADD)가 충남 안흥종합시험장에서 순수 국내 기술로 개발한 고체 추진 발사체 성능시험을 위한 첫 번째 발사에 성공했다고 밝혔다. 한국형 고체연료 발사체 참조. 미노타우르 4호와 유사하다.

## 같이 보기
- 드네프르 로켓
- 미노타우르-C